# Enneapterygius namarrgon
Enneapterygius namarrgon is een  straalvinnige vissensoort uit de familie van drievinslijmvissen (Tripterygiidae). De wetenschappelijke naam van de soort is voor het eerst geldig gepubliceerd in 1997 door Fricke.
De soort staat op de Rode Lijst van de IUCN als Bedreigd, beoordelingsjaar 2009.